# Karl Gottlieb Reinhard Oehler

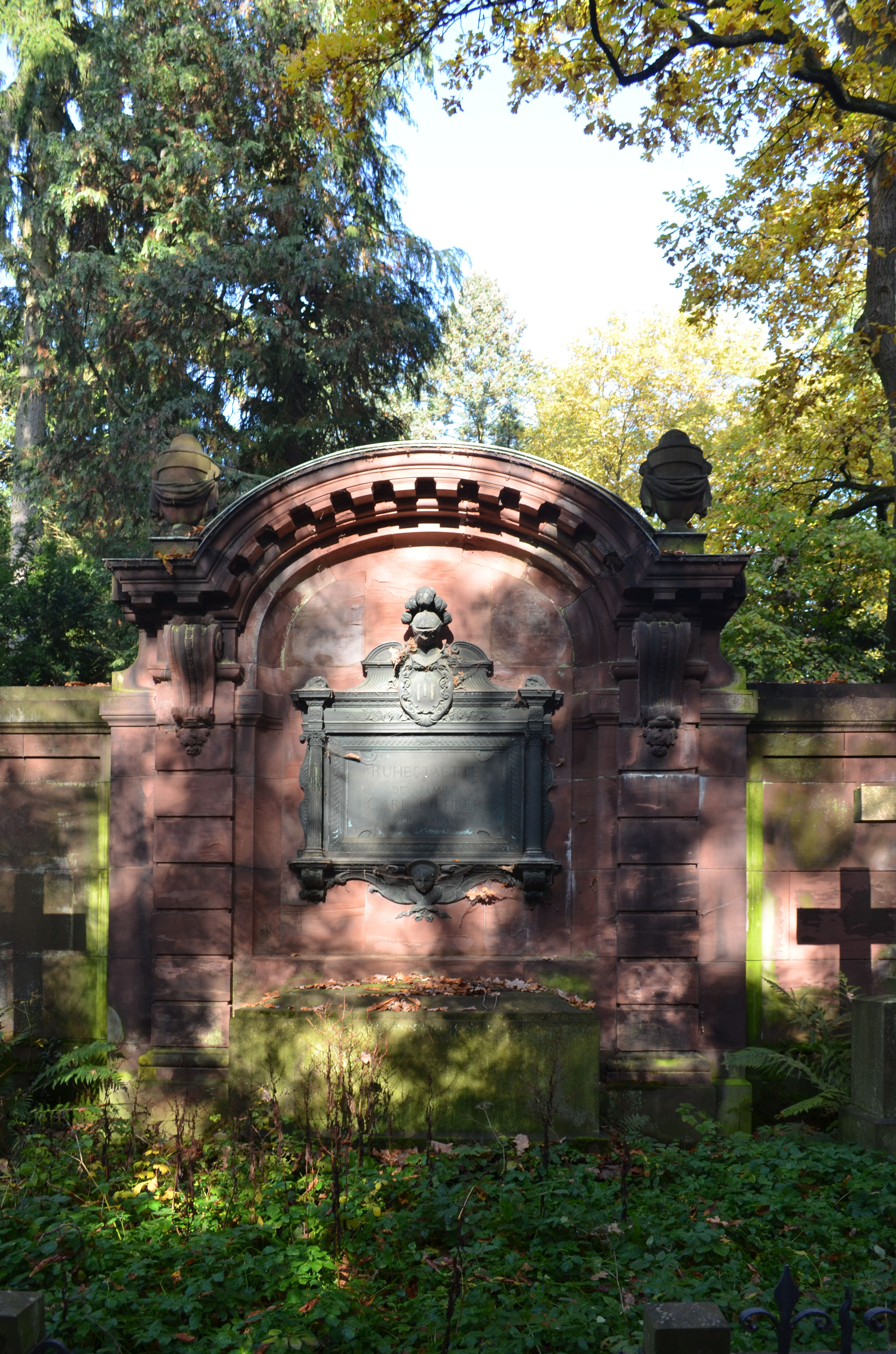
Familiengrabstätte Oehler von Aarau, Hauptfriedhof Frankfurt am Main

Karl Gottlieb Reinhard Oehler (* 1797 in Frankfurt am Main; † 1874 ebenda) war Eigentümer der Teerfarbenwerke Oehler in Offenbach am Main. Er war außerdem Chemiker, Professor, Philologe und Kantonsschulrat (Aarau).

## Leben und Wirken
Karl Gottlieb Reinhard Oehler entstammt einer Handwerkerfamilie, welche seit mehreren Generationen im hessischen Bingenheim ansässig war. Oehler, der 1826 durch seine Hochzeit mit Elise Hunziker in Aarau eingebürgert wurde, kaufte 1850 von Ernst Sell (1808–1854) dessen 1842 gegründete Teerfarbenwerk in Offenbach am Main.
Seiner ersten Ehe mit der Tochter des Gründers und Leiter der Kantonalschule von Aarau Elise Hunziker (* 1802 in Aarau, † 1827 ebenda) entstammen zwei Kinder und begründen den Aarauer Teil der Familie. Ein Enkel aus dieser Linie war Alfred Oehler.
Aus seiner zweiten Ehe mit der Beamtentochter Louise Jaeger (* 1814 in Aarau, † 1901 in Frankfurt am Main) entstammen neun Kinder, unter anderem Karl (1836–1909) und Eduard Oehler (1837–1909), welche später die Firmenleitung der Teerfarbenwerke in Offenbach übernahmen. Eduard ist auf dem Alten Friedhof Offenbach begraben. Diese Familiengrabstätte hat sich erhalten.

## Einzelbelege
1. ↑  Anmerkung: Es gibt in der chemischen Fachliteratur keinerlei Hinweise auf ein Chemiestudium von Oehler. Zudem passen Sell (1808–1854) und Oehler (1797–1874) altersmäßig nicht zu einer gemeinsamen Ausbildungszeit. Daneben gibt es eine Publikation von 1843 A. W. Hofmann, Chemische Untersuchung der organischen Basen im Steinkohlen-Theeröl, worin der Name Sell – nicht aber Oehler – genannt wird.

| Personendaten    | Personendaten                       |
| ---------------- | ----------------------------------- |
| NAME             | Oehler, Karl Gottlieb Reinhard      |
| ALTERNATIVNAMEN  | Oehler, Karl                        |
| KURZBESCHREIBUNG | deutsch-schweizerischer Unternehmer |
| GEBURTSDATUM     | 1797                                |
| GEBURTSORT       | Frankfurt am Main                   |
| STERBEDATUM      | 1874                                |
| STERBEORT        | Frankfurt am Main                   |